# Sänna
För den estniska byn, se Sänna, Estland.
Sänna är en tätort (småort 2005-2018) i Askersunds kommun, Örebro län belägen i Hammars socken. Hammar är postort för adresser i Sänna.
Orten ligger söder om Askersund vid Riksväg 50 i närheten av Hargebaden. Orten har flera busshållplatser trafikeras av Länstrafiken Örebros linje 750.
Mitt i orten finns ett bryggeri, Hammars Bryggeri, grundat 1904.

## Befolkningsutveckling
| Befolkningsutvecklingen i Sänna 2005–2020 | Befolkningsutvecklingen i Sänna 2005–2020 | Befolkningsutvecklingen i Sänna 2005–2020 | Befolkningsutvecklingen i Sänna 2005–2020 | Befolkningsutvecklingen i Sänna 2005–2020 |
| ----------------------------------------- | ----------------------------------------- | ----------------------------------------- | ----------------------------------------- | ----------------------------------------- |
|                                           |                                           |                                           |                                           |                                           |
| År                                        |                                           |                                           | Folkmängd                                 | Areal (ha)                                |
| 1990                                      | 1990                                      |                                           | 221                                       | 31                                        |
| 1995                                      | 1995                                      |                                           | 229                                       | 31                                        |
| 2000                                      | 2000                                      |                                           | 226                                       | 31                                        |
| 2005                                      | 2005                                      |                                           | 191                                       | 31#                                       |
| 2010                                      | 2010                                      |                                           | 186                                       | 31#                                       |
| 2015                                      | 2015                                      |                                           | 181                                       | 46#                                       |
| 2020                                      | 2020                                      |                                           | 246                                       | 106                                       |
| Anm.: # Som småort.                       |                                           |                                           |                                           |                                           |